# Lissocarcinus orbicularis
Lissocarcinus orbicularis är en kräftdjursart som beskrevs av James Dwight Dana 1852. Lissocarcinus orbicularis ingår i släktet Lissocarcinus och familjen simkrabbor. Inga underarter finns listade i Catalogue of Life.

## Bildgalleri

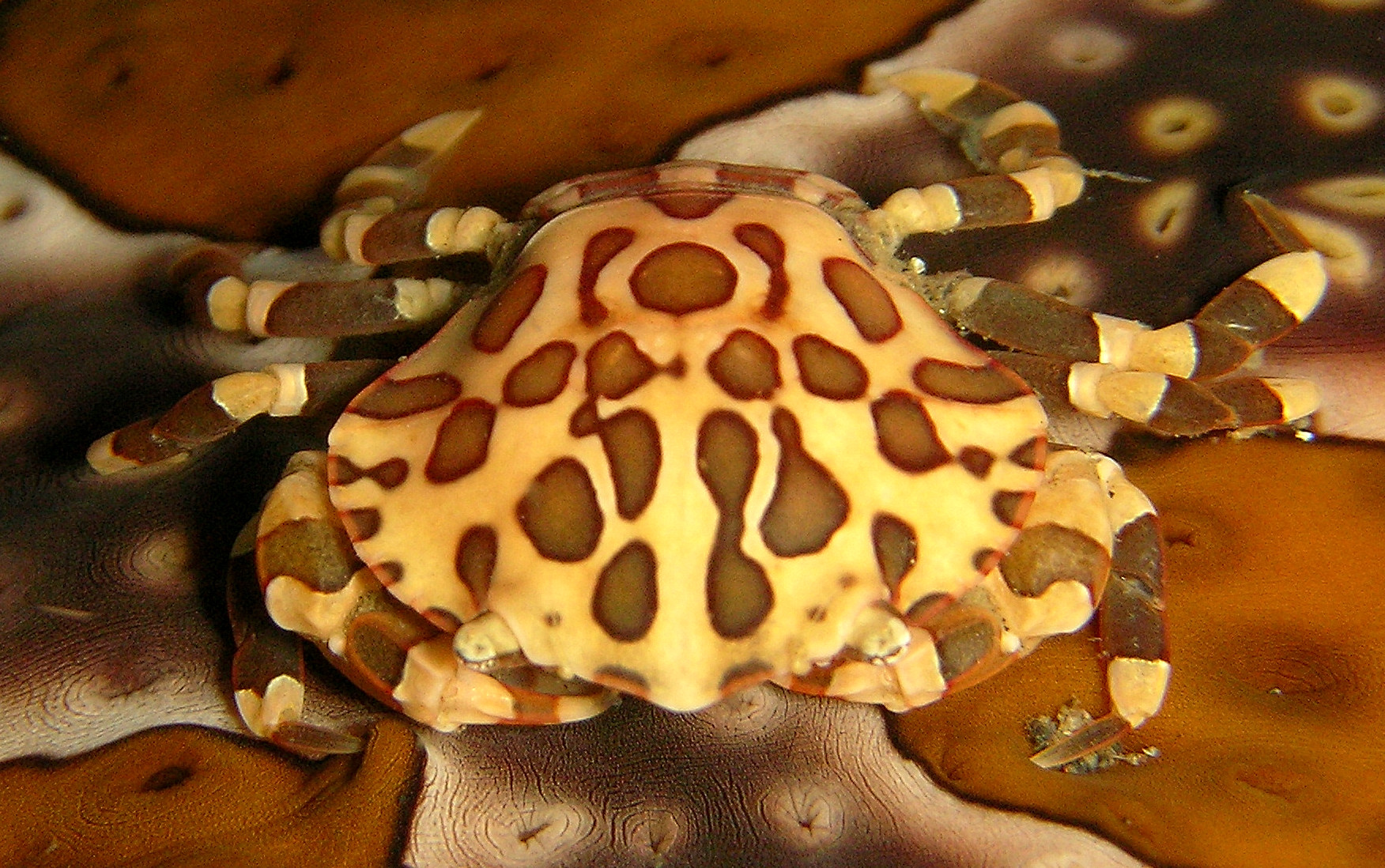
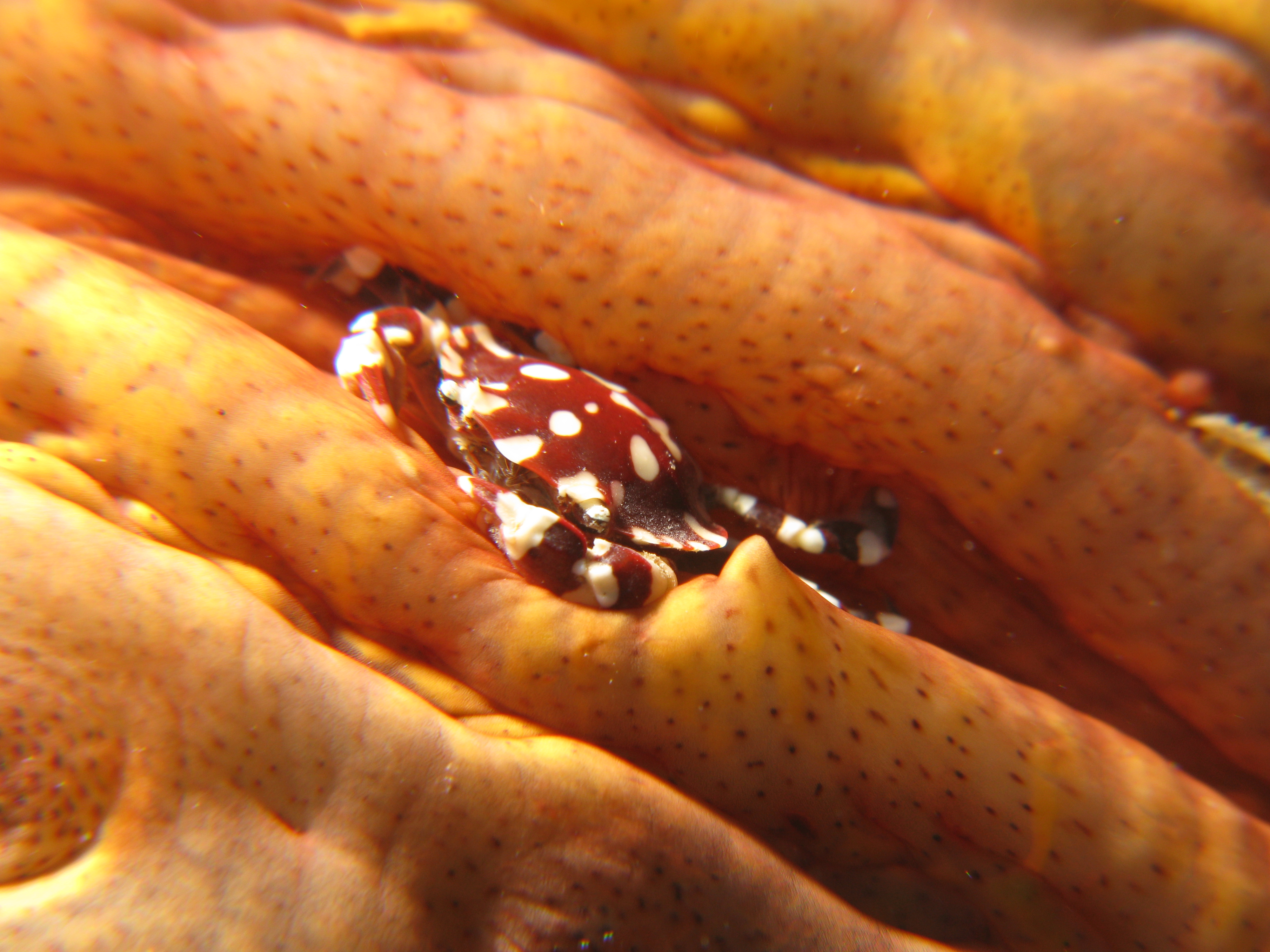
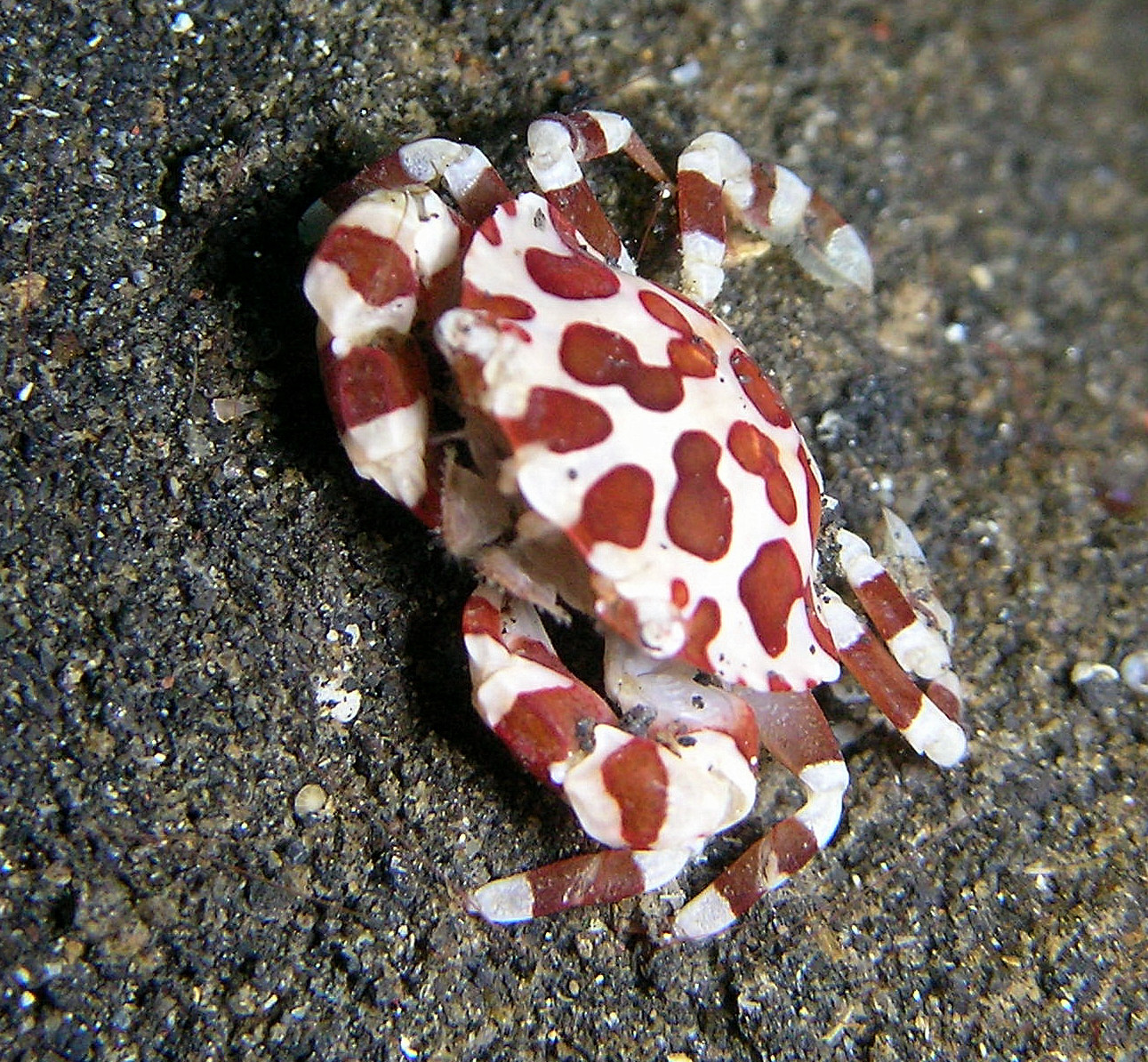